# Koreai jegenyefenyő

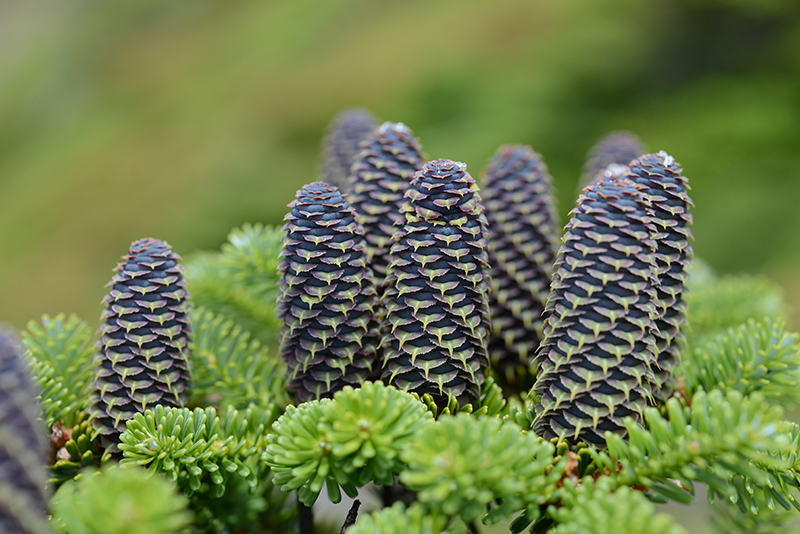
Felálló tobozai

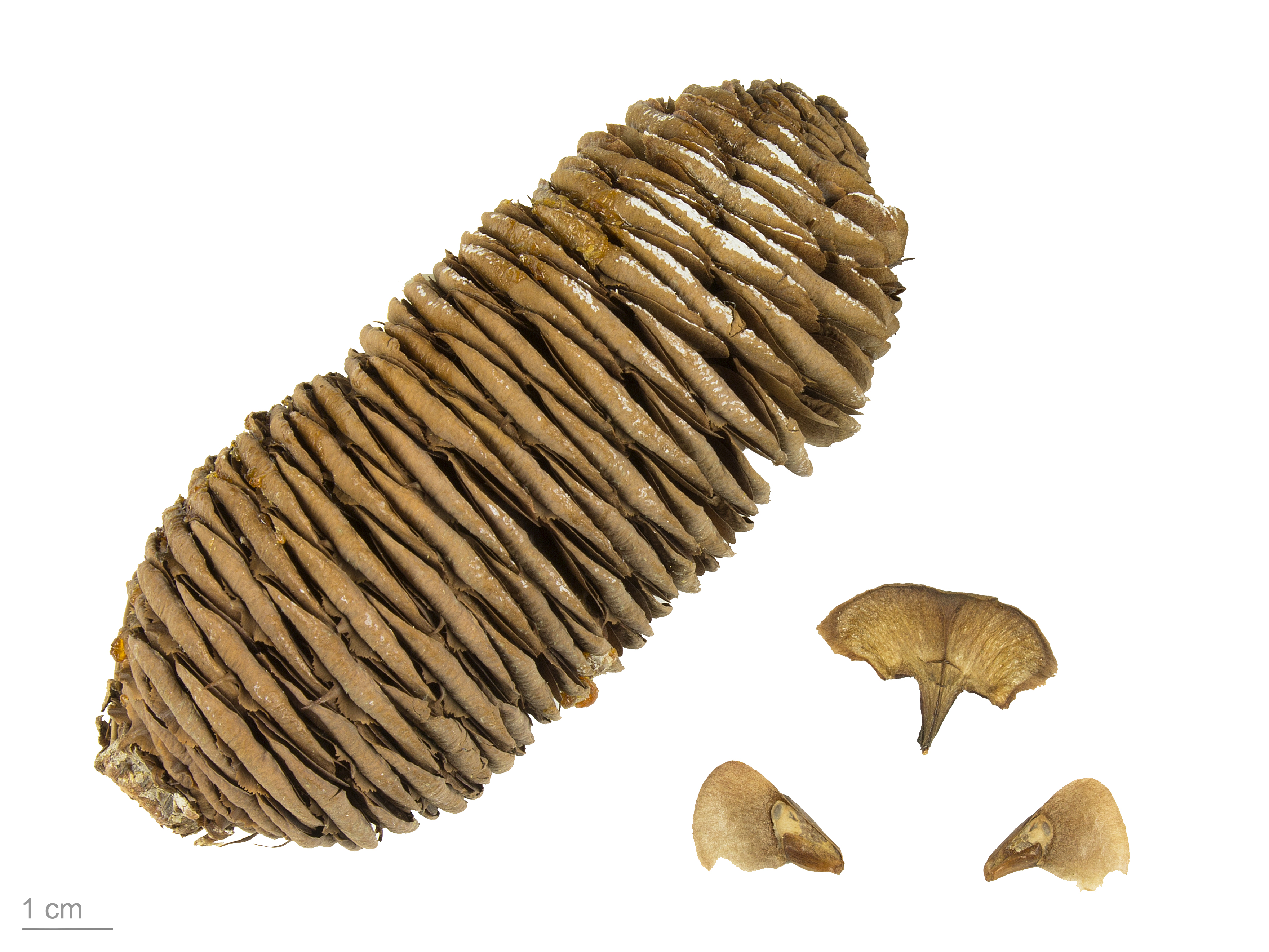
Abies koreana

A koreai jegenyefenyő (Abies koreana) Kelet-Ázsiából származó és dísznövényként Magyarországon is terjedő örökzöld.

## Elterjedése, élőhelye
Az északi flórabirodalomban, Kelet-Ázsiában honos.

## Megjelenése
A kisebb termetű fenyőfélék közé tartozik: csak 10–15 méter magasra nő meg. Ágai sűrű, szabályos emeletekben állnak.
Rövid (1–2 cm-es) tűlevelei fölül fényes zöldek, alul hófehéren hamvasak; a fiatalabb hajtásokon hegyesek, az idősebbeken a csúcsuk tompa.
Mutatós, piros, termős tobozvirágai májusban nyílnak. A felálló, 4–7 cm-es tobozok tömegesen ülnek a vesszőkön — fiatalon zöldek, augusztus elejétől lilásra, majd barnára színesednek. A megérett toboz pikkelyekre hullik szét, és a fán csak a felálló toboztengely marad.

## Életmódja
Lassan növő faj. Igen hamar, gyakran már fél méteres korában terem. Más jegenyefenyőktől eltérően a magoncok is hamar termőre fordulnak.
Normál kerti talajt, rendszeres vízellátást, inkább félárnyékos, mint napos helyet kíván. A meszes talajt rosszul tűri. A hűvös hegyvidéken és a párás völgyekben érzi jól magát. Nyugat-Magyarországon a tűző napra is kiültethető.

## Felhasználása
Sok, színes toboza Európában kedvelt dísznövénnyé tette. Az első magvakat a 20. század elején hozták be, de néhány évtized alatt gyakorlatilag az egész kontinensen elterjedt. Számos törpe növésű, illetve különböző tobozszínű változata ismert.
Különös értéke, hogy már fiatalon termőre fordul, és a felálló, színes tobozokkal megrakott fa igen látványos.